# Jiří Kříž
Jiří Kříž (* 20. dubna 1957 Mladá Boleslav) je bývalý český fotbalista.

## Fotbalová kariéra
Hrál za Slavii Praha a TJ Auto Škoda Mladá Boleslav. V československé lize nastoupil ve 13 utkáních. Po skončení hráčské kariéry trénoval divizní FK Dobrovice.

## Ligová bilance
| Ročník                                   | Zápasy | Góly | Klub         |
| ---------------------------------------- | ------ | ---- | ------------ |
| 1. československá fotbalová liga 1981/82 | 13     | 0    | Slavia Praha |
| CELKEM                                   | 13     | 0    |              |